# ملعب تي بي مازيمبي
ملعب تي. بي. مازيمبي هو ملعب جديد متعدد الاستخدام في لوبومباشي، جمهورية الكونغو الديمقراطية. تم الانتهاء من بنائه في عام 2011 وغالباً ما يتم استخدامه لمباريات كرة قدم باعتباره الملعب الرئيسي لنادي تي. بي. مازيمبي. تتسع مدرجاته لجلوس 18,000 متفرج. وقد استبدل ملعب فريديريك كيباسا ماليبا.

## وصلات خارجية
- فيديو للملعب الجديد
- صور الملعب تحت التشييد